# McMahon Stadium

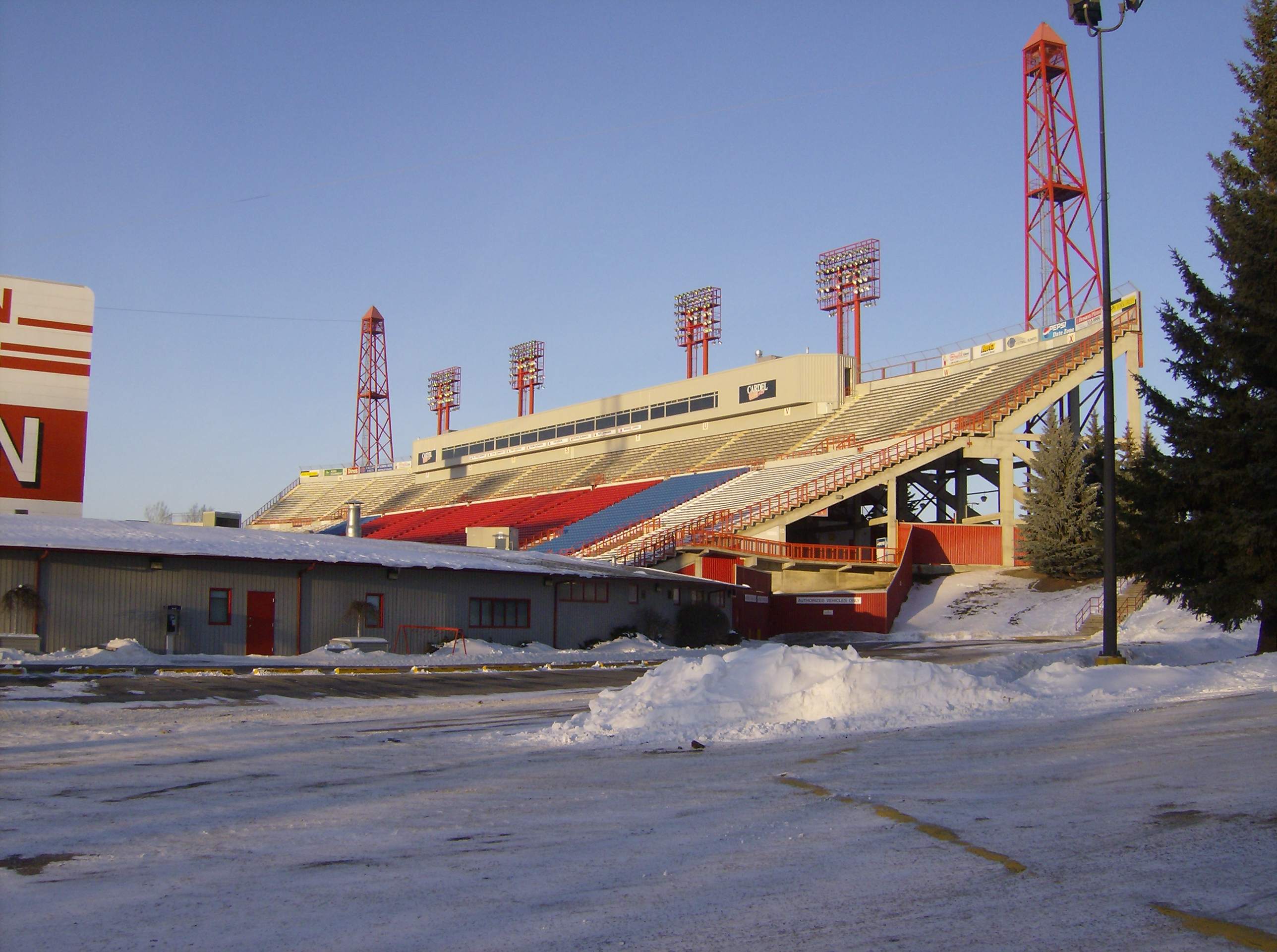
Visió exterior de l'estadi.

L'Estadi McMahon (en anglès: McMahon Stadium) és un estadi de futbol a la ciutat de Calgary a l'estat Alberta al Canadà. Propietat de la Universitat de Calgary, és gestionat per la McMahon Stadium Society i té una capacitat per a 35.650 persones. És la seu de diversos equips de futbol canadenc de la ciutat de Calgary.
La construcció de l'estadi va començar l'any 1960, sota la direcció de l'arquitecte Rule Wynn, auspiciada per la Universitat de Calgary i gràcies a l'aportació econòmica dels germans Frank i George McMahon, als quals es dedicà el nom de l'estadi.
Durant els Jocs Olímpics d'Hivern de 1988 a la ciutat de Calgary l'estadi fou utilitzat per a les cerimònies d'obertura i clausura dels jocs.